# Labrum glénoïdal de la scapula
Le labrum glénoïdal de la scapula (ou bourrelet glénoïdien) est une structure fibrocartilagineuse attachée autour du bord de la cavité glénoïdale de la scapula.

## Description
Le labrum glénoïdal de la scapula a une section triangulaire. Sa base adhère sur tout le pourtour de la cavité glénoïdale et présente un bord libre.
Il se continue en haut avec le tendon du chef long du muscle biceps brachial.

## Anatomie fonctionnelle
Le labrum glénoïdal de la scapula contribue à approfondir la cavité glénoïdale pour améliorer la stabilité de l'articulation scapulo-humérale.

## Aspect clinique
La déchirure du labrum peut survenir à la suite d'un traumatisme aigu ou d'un mouvement répétitif de l'épaule, comme dans les sports de natation, de baseball et de football.
Un traumatisme aigu peut provenir d'une luxation de l'épaule, de coups directs à l'épaule et d'autres accidents du genre. Les déchirures sont classées comme supérieures ou inférieures selon leur emplacement dans la cavité glénoïde.